# George Onslow, 1. Earl of Onslow

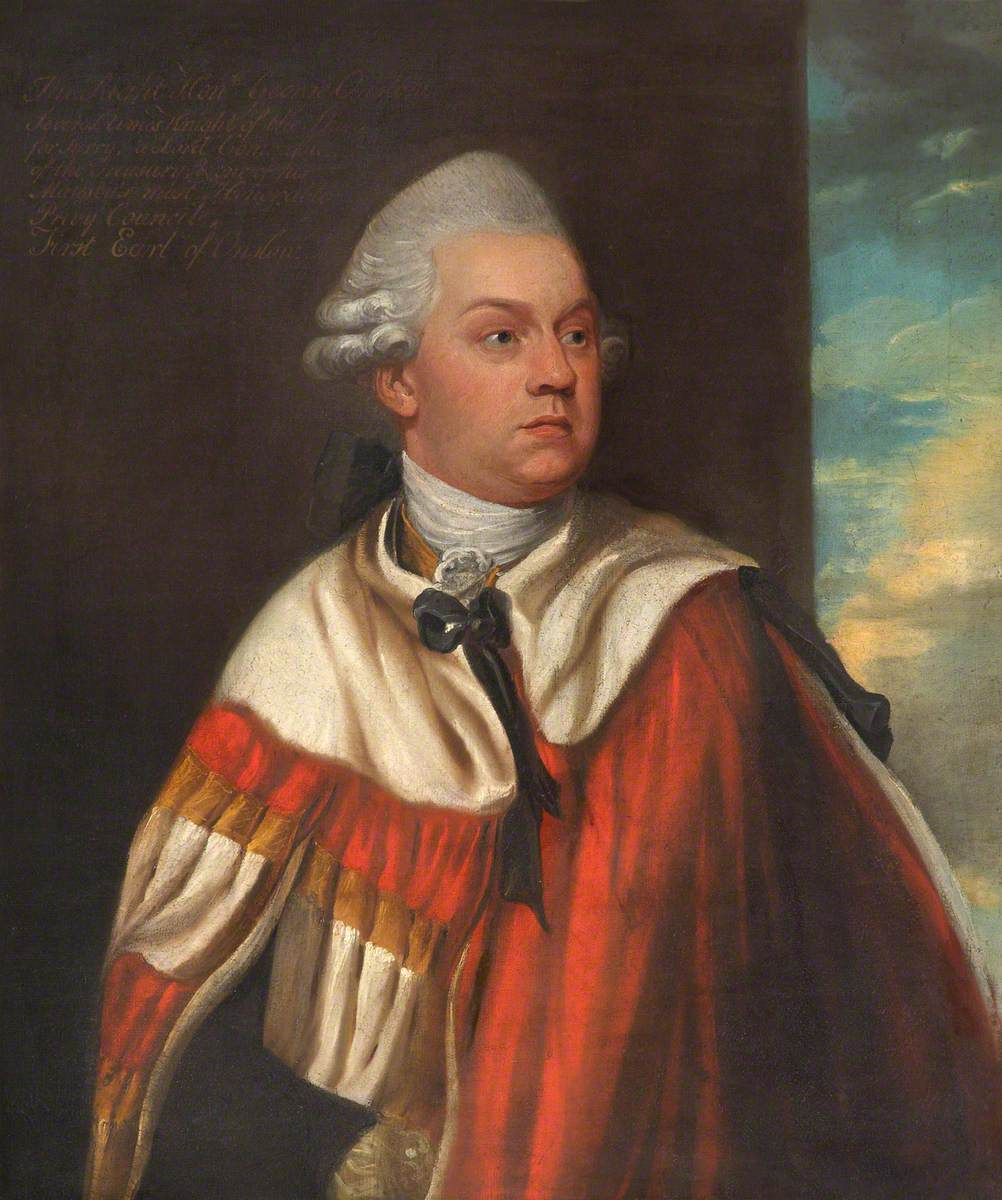
George Onslow ca. 1776

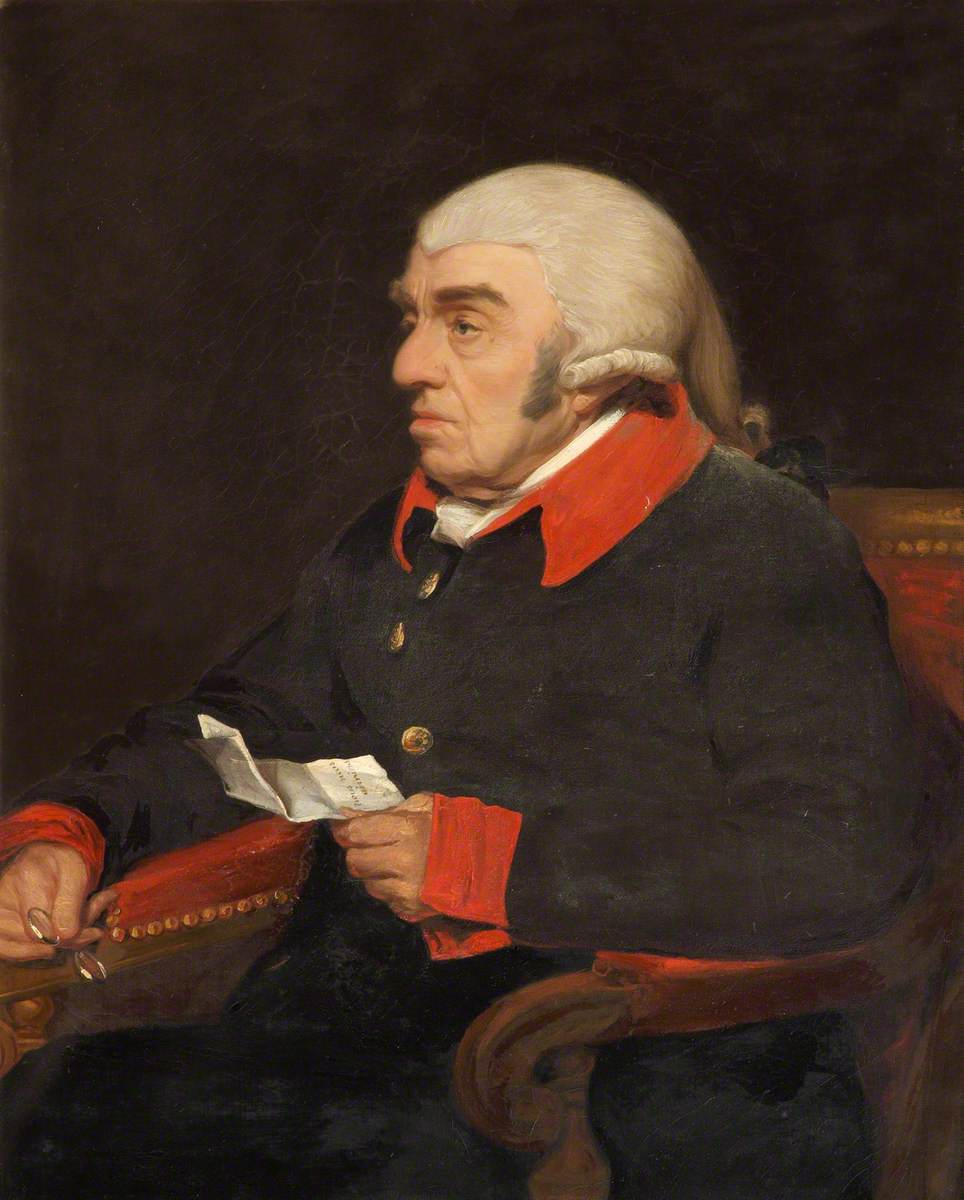
Gemälde von Thomas Stewardson

George Onslow, 1. Earl of Onslow, PC (* 13. September 1731 in Soho, London; † 17. Mai 1814) war ein britischer Adliger und Politiker.

## Leben

### Familie und Titel
Onslow wurde als Sohn des Politikers Arthur Onslow und dessen Frau Anne Bridges geboren. Er hatte eine ältere und eine jüngere Schwester. Am 26. Juni 1753 heiratete er Henrietta Shelley, Tochter von Sir John Shelley, 4. Baronet. Die Trauung fand in Thames Ditton statt. Das Paar hatte fünf Kinder, von denen drei schon im Säuglingsalter verstarben. Da bei dem Tod seines Großcousins Richard Onslow, 3. Baron Onslow kein direkter männlicher Nachkomme vorhanden war, gingen dessen erbliche Adelstitel als 4. Baron Onslow und 5. Baronet, of West Clandon im Oktober 1776 auf ihn über. Am 19. Juni 1801 wurden ihm die Titel des Earl of Onslow und Viscount Cranley verliehen. Nach seinem Tod wurde Onslow in Merrow beigesetzt. Die Titel gingen auf seinen ältesten Sohn Thomas über.

### Werdegang
Seine Ausbildung erhielt Onslow zunächst an der Westminster School, wo er im September 1739 aufgenommen wurde. Hieran schloss sich ein Studium am Peterhouse College der Universität Cambridge an. Dort wurde ihm 1766 der Master of Arts verliehen. Bereits 1754 übernahm er die Stellung des Out Ranger im Windsor Great Park. Im selben Jahr wurde er als Abgeordneter für das Borough Rye in Sussex ins Unterhaus des Parlaments gewählt. Diesen Sitz hatte er bis 1761 inne. Danach war er bis 1774 Abgeordneter für das County Surrey. In dieser Zeit hatte er von 1761 bis 1763 den Posten des Surveyor of the King’s Gardens and Waters inne und war im Finanz- und Wirtschaftsministerium tätig. 1767 wurde Onslow in den Kronrat aufgenommen. Als er 1776 den Titel den Baronstitel erbte, wurde er dadurch auf Lebenszeit Mitglied des Oberhauses des Parlaments. Er nahm verschiedene Hofämter im Haushalt König Georgs III. wahr, so war er von 1777 bis 1779 Comptroller of the Household, von 1779 bis 1780 Treasurer of the Household und von 1780 bis 1814 Lord of the Bedchamber.
Anlässlich der Revolutionskriege stellte er 1794 in Surrey ein Milizkavallerieregiment auf (Surrey fencible Cavalry), dessen Colonel er bis 1800 war.